# Josef Klapuch
Josef Klapuch (Zbyslavice, 10 febbraio 1906 – Praga, 18 dicembre 1985) è stato un lottatore cecoslovacco, specializzato nella lotta libera.

## Palmarès

### Olimpiadi
- Argento a Berlino 1936 nei pesi massimi.